# Stockaryds socken
Stockaryds socken i Småland ingick i Västra härad, ingår sedan 1974 i Sävsjö kommun i Jönköpings län och motsvarar från 2016 Stockaryds distrikt.
Socknens areal är 55,35 kvadratkilometer, varav land 50,17. År 2000 fanns här 1 316 invånare. Tätorten Stockaryd med sockenkyrkan Stockaryds kyrka ligger i socknen. 

## Administrativ historik
Stockaryds socken har medeltida ursprung.
Vid kommunreformen 1862 övergick socknens ansvar för de kyrkliga frågorna till Stockaryds församling och för de borgerliga frågorna till Stockaryds landskommun. Landskommunen inkorporerades 1952 i Hjälmseryds landskommun och uppgick sedan 1974 i Sävsjö kommun. 1958 överfördes Stockarydsdelen av Rörviks samhälle till Hjälmseryds socken vilket avförde cirka 500 personer.
1 januari 2016 inrättades distriktet Stockaryd, med samma omfattning som församlingen hade 1999/2000.  
Socknen har tillhört samma fögderier och domsagor som Västra härad. De indelta soldaterna tillhörde Kalmar regemente, Västra härads kompani, och Smålands grenadjärkår, Livkompanit.

## Geografi
Stockaryds socken ligger söder om Sävsjö med Allgunnen i söder. Socknen består av kuperad skogsbygd med mossmarker i norr.

## Fornlämningar
Två hällkistor från stenåldern, några gravrösen från bronsåldern och ett järnåldersgravfält finns här.

## Namnet
Namnet (1233 Stukkaruth) är taget från kyrkorten och har förledet stock, syftande på virke eller en (stock)bro. efterledet är ryd, röjning.

### Fotnoter
1. 1 2 3  Svensk Uppslagsbok andra upplagan 1947–1955: Stockaryd socken
2. 1 2  Harlén, Hans; Harlén Eivy (2003). Sverige från A till Ö: geografisk-historisk uppslagsbok. Stockholm: Kommentus. Libris 9337075. ISBN 91-7345-139-8
3. ↑  Administrativ historik för Stockaryd socken (Klicka på församlingsposten). Källa: Nationella arkivdatabasen, Riksarkivet.
4. ↑  Indelta soldater, torp och rotar i Jönköpings län Arkiverad 24 januari 2012 hämtat från the Wayback Machine. Jönköpingsbygdens Genealogiska Förening
5. 1 2  Sjögren, Otto (1931). Sverige geografisk beskrivning del 2 Östergötlands, Jönköpings, Kronobergs, Kalmar och Gotlands län. Stockholm: Wahlström & Widstrand. Libris 9939
6. 1 2 3  Nationalencyklopedin
7. ↑  Fornlämningar, Statens historiska museum: Stockaryds socken
8. ↑  Fornminnesregistret, Riksantikvarieämbetet: Stockaryds socken Fornminnen i socknen erhålls på kartan genom att skriva in sockennamn (utan "socken") i "Ange geografiskt område"